# Whitewater Township (comté de Cap Girardeau, Missouri)
Pour les articles homonymes, voir Whitewater Township.
Whitewater Township est un township du comté de Cap Girardeau dans le Missouri, aux États-Unis,. En 2000, sa population s'élève à 1 263 habitants. Le township est fondé en 1852 et baptisé en référence à la rivière Whitewater.

## Source de la traduction
- (en) Cet article est partiellement ou en totalité issu de l’article de Wikipédia en anglais intitulé « Whitewater Township, Cape Girardeau County, Missouri » (voir la liste des auteurs).